# Adolfo Mugica (hijo)
Adolfo Nicolás Mugica (Buenos Aires, 14 de noviembre de 1896 - 25 de febrero de 1979) fue un ingeniero, abogado y político argentino que ejerció como diputado nacional entre 1938 y 1942, y como ministro de Relaciones Exteriores de su país en el año 1961.

## Biografía
Era hijo de Juana Elizalde y de Adolfo Mugica, quien ejerció como ministro de Agricultura de su país durante la presidencia de Roque Sáenz Peña. Casado con Carmen Echagüe, tuvo siete hijos, entre ellos el padre Carlos Mugica, un sacerdote vinculado al Movimiento de Sacerdotes para el Tercer Mundo y reconocido como uno de los más destacados curas villeros.
Se recibió de ingeniero civil en 1920 y de abogado en 1927. Fue docente en la Facultad de Ingeniería de la Universidad de Buenos Aires.
Fue miembro del Concejo Deliberante de la Capital Federal entre 1925 y 1928. Tras el golpe de Estado de 1930 fue secretario de Obras Públicas de la Municipalidad de la Ciudad de Buenos Aires durante la dictadura de José Félix Uriburu, y fue también secretario interino de Hacienda. En 1931 ejerció interinamente como intendente de la misma ciudad. Entre 1938 y 1942 fue diputado nacional por el Partido Demócrata Nacional.
Durante los años siguientes trabajó en grandes empresas y fue director en varias empresas privadas, entre ellas de la Droguería Beretervide, de la Forestal Puerto Guaraní, y de Palmas Negras S. A. En ese último año fue nombrado presidente de la Cámara Argentino-Uruguaya de Productores de Extracto de Quebracho. Dirigió la revista Interamérica, dedicada a la difusión del comercio exterior de su país.
Alejado durante todo el período peronista de la administración pública, ejerció algunos cargos menores durante la presidencia de Arturo Frondizi. En abril de 1961, este presidente lo nombró ministro de Relaciones Exteriores. Su principal gestión fue la organización de la postura argentina ante el reunión del Consejo Interamericano Económico y Social, que realizó una reunión en Punta del Este, Uruguay, en agosto de ese año, donde se promocionó una versión ligeramente más industrialista de la Alianza para el Progreso propugnada por el presidente estadounidense John F. Kennedy. Durante el transcurso de la reunión se produjo la última visita de Ernesto Guevara a la Argentina, por iniciativa del presidente, con quien el líder revolucionario se reunió en secreto. La visita y el secreto en que se produjo llevó a una crisis militar que debilitó la posición del presidente; Mugica, quien no había participado en la organización de la reunión, presentó su renuncia.
Alejado definitivamente de la política, apoyó los primeros pasos de su hijo Carlos como sacerdote, aunque su relación se hizo más distante cuando éste se identificó con las vertientes izquierdistas del peronismo. Tras el asesinato de su hijo, se recluyó por completo. Falleció en el año 1979.